# Bill Latham
Bill Latham (nascido em 29 de outubro de 1989) é um atleta paralímpico australiano que compete na modalidade basquetebol em cadeira de rodas. Suas principais conquistas incluem a medalha de prata nos Jogos Paralímpicos de Verão de 2012 em Londres, no Reino Unido, e ouro no mundial de 2010 (Birmingham) e 2014 (Incheon). Foi selecionado para disputar a Paralimpíada da Rio 2016, onde sua equipe, os Rollers, terminou na sexta colocação.
Latham perdeu parte de sua perna esquerda em um acidente de trator.[carece de fontes?]

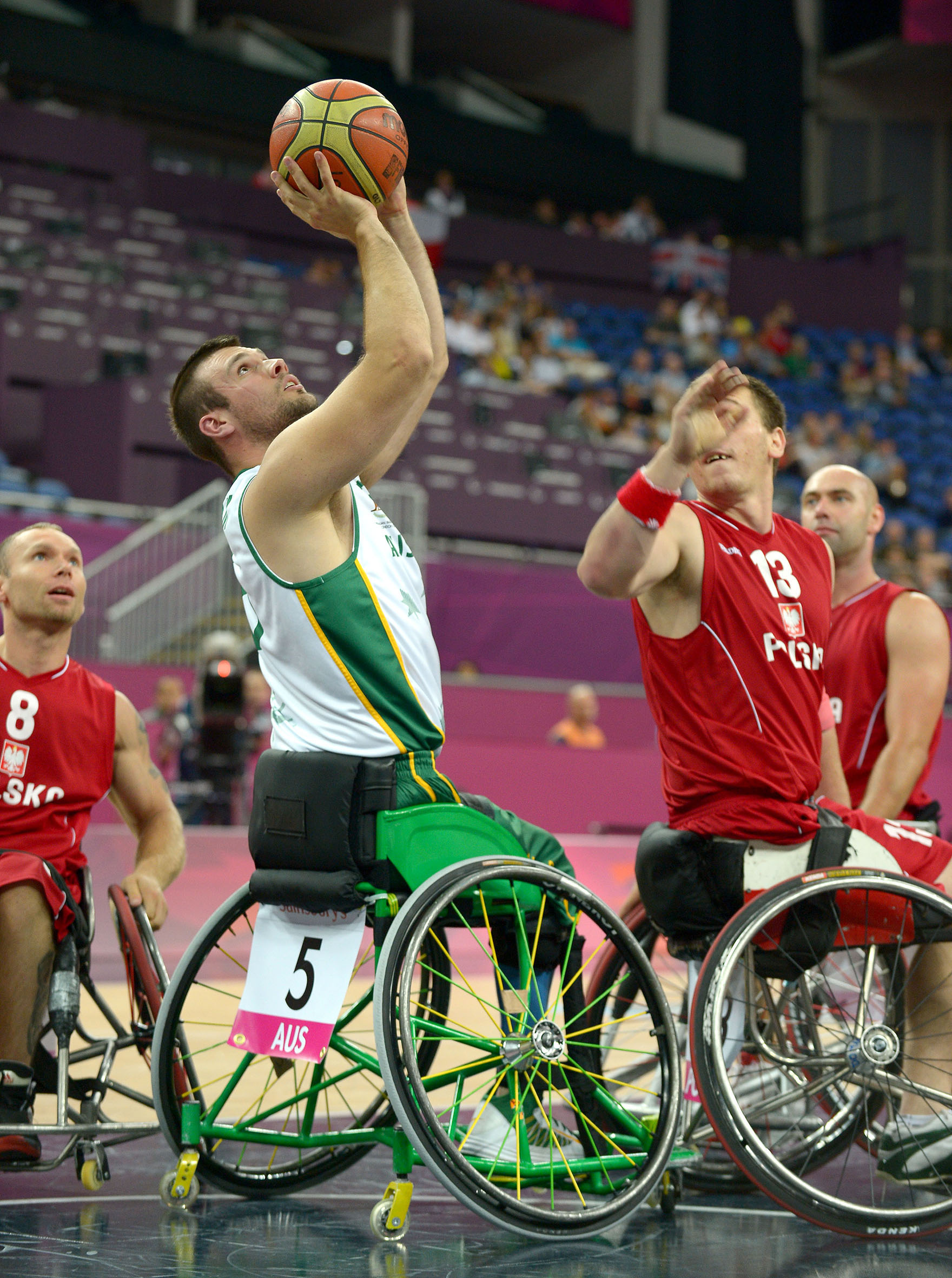
Latham durante os Jogos Paralímpicos de Londres 2012.